# Пивоваров, Юрий Сергеевич
Ю́рий Серге́евич Пивова́ров (род. 25 апреля 1950, Москва) — советский и российский политолог и историк. Кандидат исторических наук, доктор политических наук, профессор, академик РАН (2006); профессор МГУ, МГИМО и РГГУ.
В 1998—2015 годах — директор, с 27 апреля 2015 года — научный руководитель Института научной информации по общественным наукам (ИНИОН РАН). Лауреат «Роккановской премии» (2015).

## Биография
В 1972 году окончил Московский государственный институт международных отношений МИД СССР; сокурсник министра иностранных дел России С. В. Лаврова, дипломата Г. М. Гатилова, ректора МГИМО А. В. Торкунова, политолога А. М. Миграняна.
В 1975 году окончил аспирантуру Института мировой экономики и международных отношений АН СССР. С 1976 года работает в Институте научной информации по общественным наукам (ИНИОН) АН СССР.
С 1982 года — кандидат исторических наук, диссертация «Позиция основных социально-политических организаций ФРГ по проблемам соучастия трудящихся в управлении экономикой». С 1995 — доктор политических наук, диссертация «Политическая культура: вопросы теории и методологии: Опыт России и западная наука». 30 мая 1997 года избран членом-корреспондентом РАН по Отделению истории (российская история); с 25 мая 2006 — академик (действительный член РАН) по Отделению историко-филологических наук.
С 1998 по 2015 год — директор ИНИОН РАН, одновременно заведующий отделом политологии и правоведения ИНИОН. Под руководством Ю. С. Пивоварова в ИНИОНе осуществлялось развитие и совершенствование Государственной системы научно-технической информации по общественным наукам.
С начала 1990-х годов читает ряд лекционных курсов в МГУ и РГГУ. Президент Российской ассоциации политической науки (РАПН) с февраля 2001 года, почётный президент РАПН с 2004 года.
Председатель экспертного Совета ВАК РФ по истории (2004—2013).
В 2010—2012 годах был членом Комиссии по противодействию попыткам фальсификации истории в ущерб интересам России.
С 2010 по 2020 год — заведующий кафедрой сравнительной политологии факультета политологии МГУ им. М. В. Ломоносова.
Член бюро Отделения историко-филологических наук РАН, заместитель руководителя Секции истории ОИФН, член Бюро Информационно-библиотечного совета РАН, заместитель председателя Научного совета по политологии при Отделении общественных наук РАН, руководитель секции «Научная и культурная политика, образование» Экспертного совета при председателе Совета Федерации, член Научного совета при МИД РФ и др. Входит в состав редколлегий журналов «Вестник архивиста», «Общественные науки и современность» и «Философские науки», а также в редакционные советы журналов «Политические исследования», «Полития» и «Российская история».
На президентских выборах 2018 года был доверенным лицом Григория Явлинского.
С февраля 2022 года является участником Антивоенного комитета России.
23 мая 2025 года включён Министерством юстиции РФ в реестр «иноагентов».

## Общественная позиция
Заявлял, что «Ленин хуже Гитлера».
В феврале 2022 года подписал открытое письмо российских учёных и научных журналистов с осуждением вторжения России на Украину и призывом вывести российские войска с украинской территории.

### Уголовные дела
Отстранён от руководства учреждением после пожара в январе 2015 года, уничтожившего значительную часть фондов библиотеки ИНИОН. С конца апреля 2015 года занимает должность научного руководителя Института, с 30 апреля 2015 года находился под следствием по обвинению в халатности.
24 марта 2017 года Пивоварову было предъявлено обвинение в мошенничестве. По версии следствия, несколько сотрудников института, которым руководил Пивоваров, получали заработную плату, фактически не выполняя никакой работы. Таким образом, по версии следствия, Пивоваров в составе преступной группы похитил 1,5 млн руб. в течение 10 лет.
В 2018 году Пивоваров комментировал обвинения следующим образом: «МЧС провело проверку и сказало: „Нет, не виноват“. Потом начались разные другие обвинения: мошенничество, присвоение каких-то денег. Сейчас закончено очередное уголовное дело. Мне уже инкриминируется шестая по счёту статья. Я в этом смысле, думаю, рекордсмен! Был бы человек, а статья найдётся. Они подыскивают дела. Видимо, есть какой-то заказ на меня».
Летом 2018 года следствие разрешило Пивоварову выехать за границу на лечение. Он проходил лечение в Израиле, а затем переехал в Германию.

## Научная деятельность
Сфера научных интересов: политическая наука, история, юриспруденция.
Основные направления исследований: история русской общественно-политической мысли, история политической культуры и государственности России, сравнительно-исторический анализ политической мысли и политической культуры России и Запада, теория и методология гуманитарного знания.
Критически относится к исторической политике, проводимой в России с 2010-х годов:

Немного зная ситуацию в современной российской социогуманитарной науке, могу сказать: быть сегодня верным «исторической правде» — это соответствовать очередному указанию из Кремля и по поручению оттуда менять позицию. Диалектика! Главное: угадывать, что от тебя хотят услышать. Назвать 1930-е годы «сталинской модернизацией» — значит, хранить верность «исторической правде», а эпохой тотального террора (например) — попасть в фальсификаторы.